# Китобійська лопатка
Китобі́йська лопа́тка, або фле́ншерна лопа́тка — знаряддя для білування туш китів. У китоловстві її використовують для зняття зі здобичі шкіри разом із підшкірним шаром сала, а також для подрібнення цієї сировини перед подальшим витоплюванням китового жиру.
Детальний опис цього реманенту подав у своєму романі «Мобі Дік, або Білий Кит» американський письменник Герман Мелвілл. За цим описом лопатка має площину приблизно з долоню, але на відміну від городньої лопати розширюється до нижнього краю. Її держално завдовжки 20—30 футів (близько 7—10 метрів) дозволяє завдавати скісних ударів, стоячи на туші. Лезо китобійської лопатки виготовляють з криці найвищого ґатунку і сильно заточують, що робить її подібною до ножа.